# Офицер с розой
Офицер с розой (серб. Официр с ружом) — югославский фильм, премьера которого состоялась 29 июля 1987 года.

## Сюжет
События происходят в освобождённом от немецких войск Загребе в 1945 году. Молодую вдову Матильду Иванчич обвиняют в сотрудничестве с нацистами и приговаривают к исправительным работам. Поручик-коммунист Петер Хорват отметает все попытки женщины оправдаться. Но подняв документы, он выясняет, что муж Матильды, инженер Невен Иванчич, был подпольщиком и погиб в застенках гестапо. Вечером Петер отправляется к Матильде, чтобы извиниться. 

Вскоре в квартире Матильды поселяется комсомолка Лиляна Матич, наивная деревенская девушка. Она искренне удивляется образу жизни рафинированной хозяйки. Лиляна — невеста поручика Хорвата. Он также поселяется у Матильды. И хозяйка привлекает его больше, чем невеста...

## В ролях
- Ксения Паич (Ирина Губанова) — Матильда Иванчич
- Жарко Лаушевич (Владимир Антоник) — Петер Хорват
- Драгана Мркич (Галина Казакова) — Лиляна Матич
- Вицко Руич (Владимир Басов-мл.) — Мате Бркич
- Вида Джармен — Лерка
- Борис Бузанчич — Франьо Гаструский
- Лена Политео
- Свен Медвезек
- Звонимир Торьянач
- Славка Джурага

## Съёмочная группа
- Автор сценария и режиссёр — Деян Шорак
- Сценаристы — Деян Шорак, Душан Перкович, Ранко Мунитич
- Оператор — Горан Трбуляк
- Художник — Станко Добрина

Дубляж
- Фильм дублирован на киностудии «Мосфильм».
- Режиссёр дубляжа — А. Поляков
- Звукооператор — Е. Потоцкая
- Автор литературного перевода — Л. Журавлёва
- Редактор — О. Палатникова

## Награды
Фестиваль югославских фильмов Pula Film в 1987 году (приз Golden Arena):
- лучший актёр — Жарко Лаушевич
- лучший сценарий — Деян Шорак

## Факты
- 31 июля 1993 года в баре в Подгорице исполнитель главной роли Жарко Лаушевич убил двух человек в целях самозащиты, был приговорён к четырём годам тюрьмы, уехал в США.[1]